# Trioceros harennae
Espèce
Synonymes
- Chamaeleo harennae Largen, 1995
- Chamaeleo harennae fitchi Nečas, 2004

Statut de conservation UICN

 LC  : Préoccupation mineure
Statut CITES
Trioceros harennae est une espèce de sauriens de la famille des Chamaeleonidae.

## Répartition
Cette espèce est endémique des monts Balé en Éthiopie.

## Liste des sous-espèces
Selon The Reptile Database (26 juin 2012) :
- Trioceros harennae fitchi (Nečas, 2004)
- Trioceros harennae harennae (Largen, 1995)

## Publications originales
- Largen, 1995 : A new species of chameleon (Reptilia Sauria Chamaeleonidae) from montane forest in Ethiopia. Tropical Zoology, vol. 8, n. 2, p. 333-339.
- Nečas, 2004 : Chamaeleo (Trioceros) harennae fitchi (Reptilia: Sauria: Chamaeleonidae), ein neues Chamaleon aus dem äthiopischen Hochland. Sauria, Berlin, vol. 26, n. 1, p. 3-9.